# The Max Roach Trio Featuring The Legendary Hasaan
The Max Roach Trio Featuring The Legendary Hasaan est un album du batteur Max Roach sorti en 1965 sur le label Atlantic Records.

## Description
Cet album représente le seul enregistrement officiel du pianiste Hasaan Ibn Ali, pianiste obscur aux yeux du grand public il avait cependant établi une réputation solide dans le milieu musical de Philadelphie. Des influences comme Thelonious Monk ou Art Tatum peuvent être décelées et d'autres sont revendiquées par le pianiste lui-même comme Elmo Hope auquel une composition fait ici référence, mais Hasaan possède bien un son original qui allie une forte tendance percussive à une technique élaborée. L'album est produit sous le nom de Max Roach qui utilise son influence auprès d'Atlantic non seulement pour faire venir le pianiste mais également pour enregistrer uniquement des compositions de ce dernier,,. Également présent est le bassiste Art Davis, un habitué des sessions qui enregistra souvent aux côtés de Roach.

## Pistes
Toutes les compositions sont de Hasaan Ibn Ali.
1. Three-Four vs. Six-Eight Four-Four Ways (5:43)
2. Off My Back Jack (5:16)
3. Hope So Elmo (3:52)
4. Almost Like Me (5:40)
5. Din-Ka Street (6:08)
6. Pay Not Play Not (8:19)
7. To Inscribe (5:01)

## Musiciens
- Max Roach – Batterie
- Hasaan Ibn Ali – Piano
- Art Davis – Contrebasse